# Língua uaimiri-atroari
A Língua waimiri-atroari é uma língua do tronco linguístico Caribe, mais especificamente da família Yawaperí, sendo a única representante desta. A língua atualmente mais próxima seria o Macuxi, da família Pemón. A língua é falada pelo povo indígena que habita a Área Indígena Waimiri-Atroari, localizada no Sudeste do estado brasileiro de Roraima e no Nordeste do estado brasileiro do Amazonas. O povo Waimiri-Atroari se autodenomina kinja (gente verdadeira), em oposição a kaminja, utilizado para os não indígenas. Todos os membros da comunidade (crianças, adultos e idosos) falam a língua Waimiri-Atroari, com pouco bilinguismo em português. Apesar disso, a classificação da situação da língua é variável, sendo classificada como vulnerável pela UNESCO e como estável pelo Ethnologue.
Em 2023, foi declarada língua oficial do Amazonas, juntamente com outras 15 línguas indígenas.

## Línguas
Os Waimiri-Atroari são um único grupo étnico e apresentam duas principais variações dialetais: o Waimiri e o Atroari. A comunidade de falantes do Atroari pode ser encontrada na região do Rio Alalau, enquanto os falantes de Waimiri encontram-se mais ao sul da Terra Indígena, em aldeias como Mynawa, Karebi, Syna, Pardo, Arine, Cacau, Curiaii e Mare.

### Comparação Linguística
|                  | Waimiri     | Atroari       |
| Argila           | wonji       | wudji         |
| Onça-pintada     | tymeri      | temere        |
| Folha            | sopia ia    | sypia ia      |
| Sol              | woi         | wyie          |
| Eu escapei, fugi | aa wytymaky | aa wytarybaky |
| Eu voltei        | aa warampia | aa warempia   |

## Fonologia

### Consoantes
Fonemas consoantais em Waimiri-Atroari
|             | Labial | Alveolar | Palatal | Velar | Glotal |
| Oclusivas   | p b    | t d      |         | k     | ʔ      |
| Africadas   |        |          | t͡ʃ d͡ʒ   |       |        |
| Fricativa   |        | s        | ʃ       |       | h      |
| Nasal       | m      | n        | ɲ       |       |        |
| Tepe        |        | r        |         |       |        |
| Aproximante | w      |          | j       |       |        |

### Vogais
Fonemas vocálicos em Waimiri-Atroari
|             | Anterior | Central | Posterior |
| Fechada     | i        | ɨ       | u         |
| Semifechada | e        |         | o         |
| Semiaberta  | ɛ        |         |           |
| Aberta      |          | a       |           |

### Transformações fonéticas
O fonema /p/ pode ocorrer em algumas ocasiões em variação livre com /b/ e /m/, assim como o fonema /b/ também pode ser encontrado em variação livre com /m/, apesar de serem segmentos distintivos, como demonstrado pelos pares mínimos:
- peri (porta), beri (coroa do pai)
- papa (pai), mama (mãe)
- bixi (pele), mixi (fruta do buriti)

Variação livre de /p/~/b/, /b/~/m/ e /p/~/m/:
- Kampa~kamba 'vamos'
- Babyka~bamyka 'largo'
- Panana~manana 'abelha'

O mesmo ocorre entre os fonemas /ʃ/ com /h/ e /s/ e entre /h/ e /s/:
- baxinja~bahinja 'crianca, pequeno'
- anahkwa~anaskwa 'fruta nativa'
- syhy~xyhy 'pelo corporal'

### Acento
O estresse normalmente ocorre na última sílaba das palavras, mas não é uma característica contrastiva no Waimiri-Atroari. Palavras com mais de duas sílabas podem ter estresse primário ou secundário, enquanto sílabas com vogais longas e vogais glotalizadas recebem necessariamente acento.
- wu.ré 'ventilador"
- ka.pá 'ele/ela falou'
- kaá.pa 'jardim'
- my.dyˈ 'casa'
- ta.bé'e 'capivara"

## Ortografia

### História da escrita
Até muito recentemente, a língua Waimiri-Atroari não era escrita. Em 1985, um grupo de missionários conhecido como CIMI (Conselho Indígena Missionário) entrou em contato com uma aldeia e o casal Egydio e Dorothy Schwade desenvolveu uma proposta de ortografia baseada no alfabeto latino. Utilizaram como base teórica seus estudos linguísticos e, portanto, não registraram vogais longas. Também ensinaram cerca de 20 indígenas a ler. 
Em 1986, outro casal missionário da MEVA (Missão Evangélica da Amazônia), Joseph e Tamara Hill, continuou o trabalho na mesma aldeia. Fizeram uma descrição preliminar da fonologia Waimiri-Atroari e propuseram outro sistema de escrita, que divergia do anterior na representação da semivogal /j/ e da vogal central alta /ɨ/.
Em 1994, os Waimiri-Atroari decidiram investir na formação de professores nativos, já que os professores não-nativos tinham muitos problemas com a língua e não permaneciam nas aldeias por muito tempo. Em 1995, o sub-programa educacional Waimiri-Atroari e a comunidade decidiram fazer algumas mudanças na ortografia, configurando o atual sistema de escrita da língua: 

#### Evolução da escrita Waimiri-Atroari
| Fonema | Prop. Schwade | Prop. Hill | Ortografia atual |
| ------ | ------------- | ---------- | ---------------- |
| /ʔ/    | ‘             | ‘          | ‘                |
| /p/    | p             | p          | p                |
| /t/    | t             | t          | t                |
| /tʃ/   | tx            | tx         | tx               |
| /k/    | k             | k          | k                |
| /b/    | b             | b          | b                |
| /d/    | d             | d          | d                |
| /ʤ/    | dj            | dj         | dj               |
| /m/    | m             | m          | m                |
| /n/    | n             | n          | n                |
| /ɲ/    | ñ             | ñ          | nj               |
| /s/    | s             | s          | s                |
| /ʃ/    | x             | x          | x                |
| /h/    | h             | h          | h                |
| /r/    | r             | r          | r                |
| /w/    | w             | w          | w                |
| /y/    | y             | j          | i                |
| /i/    | i             | i          | i                |
| /e/    | e             | e          | e                |
| /ɨ/    | î             | y          | y                |
| /a/    | a             | a          | a                |
| /u/    | u             | u          | u                |
| /o/    | o             | o          | o                |

## Gramática
As palavras do Waimiri-Atroari podem ser divididas em seis classes: adjetivos, verbos, advérbios, posposições, partículas e nomes (incluindo os pronomes).

### Nomes
São as palavras que identificam pessoas, lugares ou objetos, no geral. Recebem afixos para indicar posse e outros afixos derivacionais como verbalizador -ta, devaluativo -eme, etc. Não flexionam em gênero, número ou grau.
Além disso, é possível notar uma diferença na fala de homens e mulheres, principalmente para termos de parentesco:
|          | Fala das mulheres | Fala dos homens |
| -------- | ----------------- | --------------- |
| Filho    | biky              | myryky          |
| sobrinha | imekyky           | pasky           |

### Pronomes
Os pronomes são uma subclasse dos nomes e podem ser subdivididos em demonstrativos, interrogativos e pronomes pessoais. As características distintivas deles são animacidade e distinção dêitica (distância a um ponto de referência), além da visibilidade.
|                      | Pronomes Sujeito          | Pronomes Objeto |
| -------------------- | ------------------------- | --------------- |
| 1ª singular          | awy, kara~kra             | aa-             |
| 2ª singular e plural | amyry~amyra               | a-              |
| 3ª singular e plural | mykyky, mykyka'a, ka, iry | mykyky, ka      |
| 1ª plural inclusivo  | kyky                      | k-/ky-          |
| 1ª plural exclusivo  | a'a                       | a'-             |

1. ↑  O pronome kara (~kra) é utilizado para responder uma pergunta ou enfatizar que a pessoa fez ou quer algo.
2. 1 2  O pronome mykyky é utilizado para alguém que está próximo da conversa (proximal).
3. 1 2 3  Os pronomes mykyka'a e ka são utilizados para se referir a alguém que está longe da conversa, mas é possível vê-lo (distal).
4. ↑  O pronome iry refere-se a alguém que não está perto nem observando a conversa (obviativo). Utilizado comumente em contos e histórias mitológicas.

|          | Inanimados              | Animados |
| -------- | ----------------------- | -------- |
| Proximal | (h)anji, kanji, anjinji | byby, by |
| Medial   | myry                    |          |
| Distal   | mo'o, mymo'             | myky     |

1. ↑  Também podem ser traduzidos como "aqui"
2. ↑  Podem ser utilizados como equivalente a um pronome anafórico de terceira pessoa (ele/ela)
3. ↑  Também podem ser traduzidos como "ali"

### Posse
A posse no Waimiri-Atroari é feita a partir da adição de prefixos relacionais aos nomes possuídos, que podem ser de natureza alienável, inalienável ou nunca possuídos. A alienabilidade é caracterizada por uma relação entre dois constituintes, em que se determina a possibilidade de dissociar uma qualidade de seu dono. Nomes inalienáveis, como termos de parentesco ou partes do corpo necessariamente precisam ser marcados por um prefixo relacional de posse (e.g. “minha mãe”, “seu pé”), ao passo que os nomes alienáveis podem aparecer isolados ou não (e.g. livro, meu livro). Nomes nunca possuídos, como elementos da natureza, não podem nunca receber esses prefixos de posse, aparecendo sempre de forma isolada.
O Waimiri-Atroari faz a distinção entre as formas de plural inclusivo e exclusivo. Além disso, também marca uma forma reflexiva de terceira pessoa (e.g. “casa dele mesmo”). A ordem de marcação de posse é obrigatoriamente possuidor-possuído.
|                      | Possessivo | Exemplo                                |
| -------------------- | ---------- | -------------------------------------- |
| 1ª singular          | aa-        | aa-mydy 'minha casa'                   |
| 2ª singular e plural | a-         | a-mydy 'tua casa'                      |
| 3ª singular e plural | kyy-       | kyy-mydy 'casa dele/dela'              |
| 1ª plural inclusivo  | k-/ky-     | ky-mydy-ty 'nossa casa (de todos nós)' |
| 1ª plural exclusivo  | a'-        | a'-mydy 'nossa casa (mas não sua)'     |
| 3ª reflexivo         | ty-        | ty-mydy 'casa dele mesmo'              |

Além disso, caso o nome possuído comece com vogal e seja imediatamente precedido por seu possuidor, recebe o prefixo relacional “i-”:
- Ewepe i-eba 'olho do Ewepe'

### Morfemas derivacionais
Os substantivos podem receber vários sufixos, como:
- Verbalizador -ta

wena (vômito) → wenta (vomitar)
myny (sangue) → mynta (sangrar)
- Absentivo -my (falta de algo; não se aplica a adjetivos)

eba-my (sem olhos, cego)
myny-my (sem sangue)
- Devaluativo -eme (alguém morto ou doente, objeto que não funciona mais)

| wykyr- | eme | ny- | damem- | pa      |
| ------ | --- | --- | ------ | ------- |
| homem  | DEV | 3S  | morrer | PAS.REM |

'O homem morreu'
- Valuativo -e'me (objeto funciona bem, alguém vivo e saudável)

| aa-   | pap- | e'me | sehe |
| ----- | ---- | ---- | ---- |
| 1POSS | pai  | VAL  | alto |

'Meu pai é alto'

### Adjetivos
Ao contrário da maioria das outras línguas Caribe, que representam os adjetivos como substantivos, o Waimiri-Atroari possui a classe gramatical dos adjetivos bem estabelecida. Apenas esses podem receber o sufixo enfático -pa e não podem receber o sufixo -my, de ausência.
tamkwa-pa 'muito curto'
ety-my 'sem nome'
*xiwia-my 'sem beleza' (não-gramatical)

Apesar disso, muitos adjetivos no Waimiri-Atroari comportam-se de modo semelhante aos substantivos:
bahinja~baxinja (criança, pequeno, pouco)
| Dauna |  | bahinja |  | xiba  |  | myryky- | piany   |  | araky |
| ----- |  | ------- |  | ----- |  | ------- | ------- |  | ----- |
| Dauna |  | pouco   |  | peixe |  | pescar  | PAS.REC |  | hoje  |
'Dauna pescou poucos peixes hoje.'
| bahinja |  | n- | itxi- | pia     |  | mydy |  | i-  | akyna- | se              |
| ------- |  | -- | ----- | ------- |  | ---- |  | --- | ------ | --------------- |
| criança |  | 3S | ir    | PAS.IMD |  | casa |  | REL | varrer | no.propósito.de |
'Crianças foram varrer a casa.'
- taha (líder, alto, grande)

| taha   |  | iakaha  |  | ehry-  | ky  |
| ------ |  | ------- |  | ------ | --- |
| grande |  | desenho |  | pintar | IMP |
'Pinte o desenho maior!'
| kinja    |  | iky |  | taha  |  | dakwa |
| -------- |  | --- |  | ----- |  | ----- |
| indígena |  | Iky |  | líder |  | Dakwa |
‘Dakwa era o líder dos indígenas Iky’

### Partículas

#### Partícula "ram"
A partícula ram é utilizada para identificar constituintes, separando o primeiro constituinte (seja ele um SN, SV ou SP) do resto da oração. Embora sua ocorrência seja registrada, não há estudos linguísticos o suficiente para determinar sua função semântica.
Damixiri mydy ram xiwia
'A casa de Damixiri é bonita'
Itxa ta ram waha akenbehe na
'Na floresta há vários tatus-bola.'

#### Partícula "ka"
A partícula evidencial "ka" é utilizada para expressar a evidencialidade na língua, ou seja, que a informação relatada foi presenciada pelo falante ou tem base o suficiente para ter sua veracidade atestada. É utilizada quando não há dúvida sobre o que se está falando. A evidencialidade no Waimiri-Atroari não é morfológica como em outras línguas, como a língua Tukano, sendo possível a omissão desta.
iakere ka by
'Isto é um jacaré (com certeza)'
kwata ka n-yty-e kw-e na
'O macaco aranha está gritando (com certeza)'
A evidencial "ka" só pode ser utilizada após o primeiro constituinte de uma oração, assim como a partícula "ram".

### Verbo

#### Tempo e aspecto
Os marcadores de tempo e aspecto são indispensáveis na formação dos verbos em Waimiri-Atroari. Eles sempre aparecem como sufixos. A conjugação de “passado” nessa língua pode ser subdividida em quatro; passado remoto -pa, passado recente (no mesmo dia ou dia anterior) -piany, passado imediato (algo que acabou de ocorrer) -pia e um  passado não especificado -ky. A marcação de “futuro” pode ser subdividida em dois: futuro iminente -te/txe e remoto -tape/txape. Além disso, o Waimiri-Atroari possui cinco sufixos, -e, -ia, -sa, -sapa e -pysa, que denotam “não-passado”. No entanto, a distinção entre eles ainda não é clara.
- Passado remoto: m-ini-pa ‘você viu (há muito tempo)’
- Passado recente: m-ini-piany ‘você viu (há não muito tempo)’
- Passado imediato: m-ini-pia ‘você acabou de ver’
- Futuro iminente: aa h-eni-te ‘eu verei (em breve)’
- Futuro remoto: k-eme ram ny-ryma-tape txamyry-pesa ‘ele morrerá quando estiver velho’

Não-passado:
- aa ram wy-mynt-e apieme iaky aa=wokyty-pia ‘eu estou sangrando porque me cortei’
- aa ram w-y-sa kaapa taka awaxi kyty-se ‘eu estou indo para a plantação para cortar cana’
- arawata ram ie’ry i-ee-ia ‘o bugio está bebendo a fruta’

Aparentemente, não existe distinção entre os exemplos acima de não-passado, todos denotam uma ação em curso.

#### Modo

##### Imperativo
O imperativo do Waimiri-Atroari se dá pelo uso de três sufixos: -ky, -hne e kwapy, embora os dois últimos aparentem ter uma distribuição mais restrita, sendo principalmente utilizados com os verbos falar, ouvir e ver.
- ni-kwapy ‘veja!’
- ka-hne ‘fale!’
- kyta-ky ‘grite!’

O imperativo negativo é formado com a utilização do sufixo kwe’ky:
- ni-huwa kwe’ky ‘não veja!’
- kyta-ha kwe’ky ‘não grite!’

##### Negação
A negação em Waimiri-Atroari ocorre por meio dos sufixos -huwa e -ha (este último sendo utilizado em verbos cujo núcleo termina na vogal “a”). Os sufixos são sempre posicionados após o núcleo verbal.
| aa   |  | ram   |  | karyka  |  | iny-  | huwa |  | we'xi |  | w- | ia  |
| ---- |  | ----- |  | ------- |  | ----- | ---- |  | ----- |  | -- | --- |
| 1PRO |  | 2PART |  | galinha |  | comer | NEG  |  | DESID |  | 1S | COP |

'Eu não quero comer galinha’
| warypa |  | kynka-  | ha  |  | kwe'ky |
| ------ |  | ------- | --- |  | ------ |
| arco   |  | quebrar | NEG |  | IMP    |

'Não quebre o arco!’

##### Interrogativo
Há um clítico -e’, que pode (ou deve) ser adicionado ao fim da última palavra de uma frase. O clítico é opcional em perguntas de “sim ou não”, mas obrigatório nos outros tipos de questionamentos..
- Perguntas de “sim ou não” (opcional):

waha ka ipy marymah na? ‘tem muitas piranhas ali?’
m-yty-pi-e’? ‘você entendeu?’
- Perguntas abertas (obrigatório)

Epe ky marym-eme my-myryky-pian-e’? ‘onde você pescou a piranha?’
Apia ha m-ipipix-e’? ‘o quê você está procurando?’

#### Concordância verbal
Os verbos podem ser classificados em transitivos, intransitivos e de ligação. Verbos transitivos são definidos como aqueles que necessitam de um complemento, um objeto direto, e podem ter prefixos de A (sujeito de verbo transitivo) e O (objeto de verbo transitivo). Verbos intransitivos são aqueles que apresentam apenas sujeito (S), sem um objeto. Estes apresentam apenas um grupo de marcadores pessoais.

###### Prefixos de concordância verbal
|              | Sujeito    | Sujeito    | Objeto         |
| Intransitivo | Transitivo |            | Objeto         |
| 1S           | w-/wy-/wu- | h-/hy-/hu- | aa-            |
| 2S, 2PL      | m-/my-/mu- | m-/my-/mu- | a-, k-/ky-/ku- |
| 3S, 3PL      | n-/ny-/nu- | n-/ny-/nu- |                |
| 1PL.INC      | h-/hy-/hu- | h-/hy-/hu- | k-/ky-/ku-     |
| 1PL.EXC      | n-/ny-/nu- | n-/ny-/nu- | a'             |

Nota: As formas w-, m-, n- e h- ocorrem com verbos com radicais que começam com vogais e wy-, my-, ny- e hy- com os que começam com consoantes. As formas wu-, mu-, nu- e hu- apenas aparecem em verbos com radicais que começam com bilabiais.

A concordância verbal se dá de acordo com uma hierarquia de pronomes que não são de terceira pessoa tendo prioridade em relação aos de terceira pessoa na marcação verbal.
| aa   |  | ram   |  | ka   |  | h- | ini- | pia     |
| ---- |  | ----- |  | ---- |  | -- | ---- | ------- |
| 1PRO |  | 2PART |  | 3PRO |  | 1A | ver  | PAS.IMD |

‘Eu vi ele.’ 
| amra |  | ram   |  | ka   |  | m- | ini- | pia     |
| ---- |  | ----- |  | ---- |  | -- | ---- | ------- |
| 2PRO |  | 2PART |  | 3PRO |  | 2A | ver  | PAS.IMD |

‘Você viu ele.’
No entanto, quando a terceira pessoa atua sobre a primeira ou segunda pessoa, os prefixos ainda concordarão com a primeira e segunda pessoa, nesse caso como prefixos de objeto.
| ka   |  | ram   |  | aa- | ini- | pia     |
| ---- |  | ----- |  | --- | ---- | ------- |
| 3PRO |  | 2PART |  | 1O  | ver  | PAS.IMD |

‘Ele me viu.’ 
| ka   |  | ram   |  | a- | ini- | pia     |
| ---- |  | ----- |  | -- | ---- | ------- |
| 3PRO |  | 2PART |  | 2O | ver  | PAS.IMD |

‘Ele viu você.’

### Reduplicação
A reduplicação acontece com propósito semântico de repetição (fazer várias vezes) ou continuação (continuar fazendo). Tem que ser bimoraica, duplicando as primeiras duas moras da raiz do verbo ou do verbo mais o prefixo
myryka-ky → myry-myryka-ky 'Misturar bem várias vezes.' 
n-aryme-pa → nary-naryme-pa 'Eles voltaram várias vezes.'

## Sentença

### Alinhamento
O Waimiri-Atroari é uma língua com sistema parecido com o ativo-estativo, em que é possível identificar aspectos do sistema ergativo-absolutivo simultaneamente com o sistema nominativo-acusativo. O sistema nominativo-acusativo marca o agente dos verbos transitivos (A) e o sujeito dos verbos intransitivos (S) do mesmo modo e o objeto de um verbo transitivo (O) de outro modo. Já o sistema ergativo-absolutivo marca S e O do mesmo jeito e A de outro.
Van Valin realizou uma análise de línguas que também têm sistema “split-S” (também chamado de alinhamento ativo-estativo) e descreveu as situações em que o sistema nominativo-acusativo e o ergativo-absolutivo ocorriam. De acordo com seu trabalho, os verbos intransitivos que são semanticamente “ativos” (denotam atividade) eram marcados como A e os “estativos” (denotam estados) como O. 
Apesar disso, o sistema utilizado no Waimiri-Atroari parece não respeitar totalmente esse critério, já que não apresenta uma base semântica bem definida para realizar a distinção entre as duas subcategorias dos verbos intransitivos. Gildea afirma que o atual sistema do Waimiri-Atroari é um reflexo de um sistema “split-S” reconstrutível do Proto-Caribe e que houve uma tendência de mudança para o nominativo-acusativo, muito provavelmente por causa do português.
aa-kɨta-kɨ ‘eu gritei’ - verbo intransitivo ativo marcado como O
hɨ-pɨ-sa ‘eu sei’ - verbo intransitivo estativo marcado como A
wɨ-rɨmɨ-tape ‘eu morrerei’ - verbo intransitivo estativo marcado como S

### Ordem da frase
Em Waimiri-Atroari, o núcleo da sentença é predominantemente localizado à direita de um constituinte em um sintagma nominal, verbal ou posposicional. A ordem é obrigatoriamente possuidor-possuído e é o nome possuído que recebe marcação morfológica de posse (marcação do núcleo).
| mydy               | i-apremy |
| casa               | REL-dono |
| ‘dono da casa.’    |          |
| Ewepe              | pyruwa   |
| ewepe              | flecha   |
| ‘flecha do Ewepe.’ |          |
| woky   |  | i-  | eky  |  | kra  |  | h- | ee-   | ia  |
| ------ |  | --- | ---- |  | ---- |  | -- | ----- | --- |
| banana |  | REL | suco |  | 1PRO |  | 1A | beber | T/A |
'Eu bebo suco de banana.' (núcleo da frase verbal final)
| samka |  | tyhnaka |
| ----- |  | ------- |
| rede  |  | acima   |
‘acima da rede’ (núcleo da frase posposicional final)

Entretanto, nas frases nominais em que há um numeral, quantificador ou adjetivo, essa tendência não é sempre respeitada. No léxico nativo da língua, existem apenas três numerais: awini~awinini~awinihe~awynihe (sozinho, um), typytyna (um par, dois) e takynypa (três). Tradicionalmente, os Waimiri-Atroari contavam apenas até três e quantidades maiores eram referidas como “muito”. Atualmente, são utilizados os numerais do português para se referir aos números maiores que três.

typytyna kinja xiba myrymyrypia quatro pahky.
| typytyna |  | kinja   |  | xiba  |  | myry-  | myry-  | pia     |  | quatro |  | pahky  |
| -------- |  | ------- |  | ----- |  | ------ | ------ | ------- |  | ------ |  | ------ |
| dois     |  | pessoas |  | peixe |  | REDUPL | pescar | PAS.IMD |  | quatro |  | apenas |

'Duas pessoas pescaram apenas quatro peixes.' 

A ordem dos constituintes do Waimiri-Atroari é SOV, com base em dados estatísticos e pragmáticos (como foco e distinção entre novas informações e velhas).

###### Frequência de ocorrência de cada ordem dos constituintes
| SOV | 42 |
| SV  | 25 |
| OVS | 10 |
| SVO | 8  |
| OSV | 5  |
| VS  | 5  |

Aissen (1992:43) afirma que, nos casos em que há dois SNs antes do verbo, como nos casos de SOV e OSV, ocorre o foco de um e a topicalização do outro. Ela demonstrou que a posição do foco é pré-verbal e a topicalização é inicial. Em Waimiri-Atroari, os elementos do tópico tendem a serem apresentados em posição inicial, fazendo com que as informações novas sejam deslocadas para a direita. 

1a.
tapesa kixinja weiaky tyiyry no'mpa tapiwutape ta no'mpa  
‘Tyiyry mergulhou na praia rasa do lago Tapiwutape’ 
| tapesa |  | kixinja |  | weiaky |  | tyiyry |  | n- | o'm-      | pa      |  | tapiwutape |  | ta  |  | n- | o'm-      | pa      |
| ------ |  | ------- |  | ------ |  | ------ |  | -- | --------- | ------- |  | ---------- |  | --- |  | -- | --------- | ------- |
| raso   |  | praia   |  | quando |  | Tyiyry |  | 3S | mergulhar | PAS.REM |  | Tapiwutape |  | LOC |  | 3S | mergulhar | PAS.REM |

1b.
tyiyry iyhia ierekytypa xiriminja 
'Xiriminja cortou o cabelo de Tyiyry.' 
| tyiyry |  | i-  | yhia   |  | i-  | erekyty- | pa      |  | xiriminja |
| ------ |  | --- | ------ |  | --- | -------- | ------- |  | --------- |
| Tyiyry |  | REL | cabelo |  | REL | cortar   | PAS.REM |  | Xiriminja |

No exemplo 1b, o SV “tyiyry i-yhia i-erekyty-pa” está topicalizado porque contém informações já conhecidas, que foram introduzidas em 1a. Assim, a informação nova, o sujeito do SN, Xiriminja ‘entidade mitológica’, foi introduzido ao final da frase.
O mesmo ocorre nos exemplos abaixo. Em 2a, o sujeito ianana ‘Ianana’ e o objeto tahkome ‘ancião’ foram introduzidos pela primeira vez, na ordem neutra SOV. Nas frases 2c e 2d, o SN tahkome já é considerado uma informação conhecida, assim, o SV em que ela ocorre é topicalizado.

2a. ianana tahkome bakepa iskixki xirikiki pyky 
'Ianana matou os anciãos por causa dos periquitos.' 
| Ianana |  | tahkome |  | bake-        | pa      |  | iskixki   |  | xirikiki  |  | pyky   |
| ------ |  | ------- |  | ------------ | ------- |  | --------- |  | --------- |  | ------ |
| Ianana |  | anciãos |  | atirar/matar | PAS.REM |  | periquito |  | periquito |  | porque |

2b. tahkome wapy noosapa kamakaxi taka  xirikiki bakapaiky 
'Muitos anciãos escalaram a árvore kamakaxi para matar o periquito.' 
| tahkome |  | wapy   |  | n- | oosa-   | pa      |  | kamakaxi        |  | taka |  | xirikiki  |  | baka-        | paiky |
| ------- |  | ------ |  | -- | ------- | ------- |  | --------------- |  | ---- |  | --------- |  | ------------ | ----- |
| anciãos |  | muitos |  | 3S | escalar | PAS.REM |  | kamakaxi.árvore |  | AL   |  | periquito |  | atirar/matar | T/A   |

2c. impa tahkome ipiapa ianana xirikiki baka taka
'Então Ianana encontrou os anciãos matando periquitos.' 
| impa  |  | tahkome |  | ipia-     | pa      |  | ianana |  | xirikiki  |  | baka         |  | taka |
| ----- |  | ------- |  | --------- | ------- |  | ------ |  | --------- |  | ------------ |  | ---- |
| então |  | anciãos |  | encontrar | PAS.REM |  | ianana |  | periquito |  | atirar/matar |  | AL   |

2d. impa tahkome bakepa ianana ebapy tapary 
'Então Ianana atirou no olho dos anciãos.' 
| impa  |  | tahkome |  | bake-        | pa      |  | ianana |  | ebapy |  | tapary |
| ----- |  | ------- |  | ------------ | ------- |  | ------ |  | ----- |  | ------ |
| então |  | anciãos |  | atirar/matar | PAS.REM |  | ianana |  | olho  |  | LOC    |

## Amostra de texto
História tradicional dos Waimiri-Atroari, contada pelo pajé Dauna, na aldeia de Kaminjanyty:
Tapesa kixinja weiaky Tyiyry no’mpa Tapiwutape ta no’mpa. Syna iapo’o Tyiyry iyhia ierekytypa Xiriminja. Aminjaky iakypa Xiriminja nynypykwapa Amehepie’ taka njawa nympa waha kipety tarara many kipety wiwe pyrykia pa waha. Kinja pyruwa ke nitxikwapa. Paryna Xiriminja pykwapa iakypa Maiahka nitxikwapa ampa kinja many. Maiahka Xiriminja iyhy iaapa itxi taka. Kytahkypa Xiriminja iee iaapa iakypa iee wepy  irypa wymy idatypyme. Tyiyry araky nyryna kyyky ta na.
Tyiyry mergulhou na praia rasa do lago Tapiwutape. Dentro do rio, Xiriminja cortou o cabelo de Tyiyry. Mais tarde, Xiriminja apareceu na aldeia Amehepie’. Choveu muito, com muitos trovões e raios. O vento também derrubou muitas árvores. As pessoas atiraram com flechas. Depois que Paryna atirou e acertou Xiriminja, Maiahka também o acertou, e outras pessoas também. Maiahka levou a cabeça de Xiriminja para a floresta. Depois que os dentes de Xiriminja putrefaram, Maiahka pegou seu dente e fez um pente para tirar piolhos. Hoje, Tyiyry está vivo embaixo do rio.